# Magali Desbazeille
Magali Desbazeille, née à Douai en 1971, est une artiste française qui vit et travaille à Montreuil en Seine Saint-Denis. Magali Desbazeille est une artiste transdisciplinaire impliquée dans le champ de l’art contemporain, du numérique et du spectacle vivant.
2002 : naissance de Victor Reitlinger-Desbazeille à Paris 11e
2009 : naissance de Vadim Reitlinger-Desbazeille à Paris 12e

## Biographie
Magali Desbazeille étudie aux Beaux-Arts à Paris, au Hunter College à New York, au Fresnoy studio national des arts contemporains à Tourcoing.
Elle expose pour la première fois en 1996 à la 47e édition du salon de la Jeune Peinture (devenu Jeune Création en 2000) où son travail est défendu par la critique d'art Alexia Guggémos.
Elle rencontre le compositeur Siegfried Canto, en 1999, et elle collabore régulièrement avec lui, pour des installations et des performances. Elle rencontre l’ingénieur Sébastien Courvoisier en 2001 au Centre International de Création Vidéo à Hérimoncourt. Elle collabore avec la chorégraphe Meg Stuart, pour la performance intitulée sand table qui sera diffusée internationalement au début des années 2000. Elle collabore actuellement régulièrement avec la dramaturge Julie Valero, Maitresse de conférence à l'Université de Grenoble.
Les installations, performances, spectacles de Magali Desbazeille, sont depuis diffusés en France, en Belgique, en Autriche, aux Pays-Bas, au Canada… : au Centre d'Art Tiergarten de Berlin, à la Fondation d'entreprise Ricard à Paris, aux Laboratoires d'Aubervilliers, au Festival Siana-domaine de Chamarande, à la Maison Populaire de Montreuil, au centre d’art, le 116 à Montreuil, à la Terrasse à Nanterre, au centre des arts d’Enghien les bains, à la galerie Saatchi à Londres / exposition Wanderland-Hermès, au centre d’art motorenhalle à Dresde, lors du festival Temps d'Image à la Ferme du Buisson, au Centre Georges-Pompidou , au festival ars elecronica à Linz et même dans le Sud au centre d’art La Panacée de Montpellier et bien d’autres encore….
Le travail artistique de Magali Desbazeille a été régulièrement soutenu par le ministère de la culture, avec les bourses Dicream/CNC. Elle devient Membre de la commission d’attribution des bourses du Dicream/CNC du ministère de la culture et de la communication de 2014 à 2016, sous la présidence de Virginie Despentes.
En 2016, elle était en résidence de création numérique à la Maison Populaire de Montreuil.
Elle est secrétaire du Bureau du Conseil d’Administration du Fresnoy, studio national des arts contemporains.
En 2018, elle fait une conférence TEDx champs Elysées Women au théâtre Modagor à Paris, intitulée Le revers de la médaille.
Depuis 2019, Magali Desbazeille est professeure titulaire à l'École Nationale Supérieure d'Art de Bourges, après avoir été professeure à l'École Supérieure d’Art de Cambrai et à la Classe Préparatoire d’Issy les Moulineaux. Elle y mène des ateliers « arts-scènes-médias ». 

## Démarche artistique
Magali Desbazeille croise documentaire et fiction, arts visuels et arts vivants, nouvelles technologies et bricolage.
Magali Desbazeille crée des installations, des performances et aussi des œuvres dans le cadre du 1 % artistique pour des bâtiments publics, collège, commissariat de police, rectorat. Elle s’intéresse à ce que les technologies font aux langages. C’est-à-dire, comment les internautes formulent leurs requêtes, et comment l’usage d'un système informatique modifie le langage et par là-même, la pensée.
Magali Desbazeille a porté son attention sur l’impact du téléphone à touche et de l’écriture SMS sur la langue française. Elle s’est ensuite questionnée sur l’impact de cette technologie sur les systèmes d’écriture. En effet, le téléphone à touche a imposé aux populations utilisant initialement des systèmes d’écriture non latin, de latiniser leur langue phonétiquement. L’arabe parlé, initialement qu’oral, a commencé à être écrit en alphabet latin, les grecs, les russes ou encore les chinois, phonétisent leur langue en latin.
Magali Desbazeille s'est questionné sur la quantification du ressenti dans nos grandes institutions. L’ONU, Eurostat, l’INSEE, l’OCDE mesurent le sentiment de bonheur, le bien-être psychique, la satisfaction, le moral et même le sens de la vie…
Elle a travaillé sur les papiers peints statistiques comme support d’une idéologie politique ainsi que sur une œuvre pour le futur bâtiment du rectorat de Lille. Ses recherches portent actuellement sur les évaluations permanentes de « tous sur tout ».

## Quelques extraits de textes critiques
Line Herbert-Arnaud, "Incohérence et certitude", 2019.
L’index des corrélations se présente comme une sorte de livre ouvert, revisité et actualisé, sur lequel viennent s’inscrire différents éléments textuels provenant tantôt des archives du Ministère de l’Éducation Nationale (circulaires, rapports, préconisations pédagogiques), tantôt de fictions écrites par l’artiste. Des extraits de différentes époques (passées, présentes et futures) se télescopent et leurs mises en perspective, leurs corrélations, sont générées par un algorithme. Actualisant la notion de collage génératif, les phrases se succèdent les unes aux autres et nous rappellent qu’« un livre n’a pas d’objet ni de sujet, il est fait de matières diversement formées, de dates et de vitesses très différentes. » … Ces citations convoquent une certaine forme d’élucubration ou de divagation qui entrent en résonance avec l’art des Incohérents mais également avec l’écriture fictionnelle de Magali Desbazeille. En effet, celle-ci laisse libre cours à la création d’éléments textuels parfois déconcertants, tel cet extrait inventé et daté de 2079 : « Le club des diplômés du prix du langage simple et clair dans les administrations, célèbre le centenaire de sa création ». Ce goût développé par l’artiste pour les associations improbables n’est pas dénué d’un humour parfois absurde et subversif.
Jean-François Chevrier, "brochure Marelle 3", 2016
« …Pour la plupart des artistes de « Marelle », la mémoire est un accès privilégié à l’histoire, autant qu’une manière de mêler forme biographique et mythologie individuelle. Ils/elles cherchent un style d’enquête ou de décryptage qui leur permette de se mouvoir dans un paysage encombré. Le présent lui-même devient une matière historique, tel un dépôt de savoir. Magali Desbazeille élabore des scénarios de performance à partir d’une visualisation ambiguë (plutôt grinçante ou parodique) de matériaux d’enquête sociologique… » 
Dominique Moulon, 2012 « Art contemporain, nouveau médias »
Extrait du livre page 10 : …  Fuyant les traditionnels systèmes d’entrées de données que sont le claviers et la souris, il n’a pas manqué d’artistes qui, plus récemment, se sont saisis de divers capteurs pour libérer les corps de toute entrave ou contrainte. Et peu importe de savoir quel est le dispositif de captation qui a été mis en place par Magali Desbazeille et Siegfried Canto quand il nous suffit de marcher sur l’image vidéoprojetée présentant des passants ordinaires qui déambulent. Dans cette installation nommée « tu penses donc je te suis », de 2000, le sol nous apparaît tel un monde parallèle, quand le ciel est en dessous de nos pieds.

## Collaborateurs
- bOssa, Olivia Sappey[32]
- Julie Valéro[33]
- Sébastien Courvoisier
- Jérome Tuncer
- Olivier Glon[34]
- Siegfried Canto[35]
- Meg Stuart[36]